# Williams FW41
Chronologie des modèles (2018)
Williams FW40 Williams FW42
La Williams FW41 est la monoplace de Formule 1 engagée par l'écurie britannique Williams F1 Team dans le cadre du championnat du monde de Formule 1 2018. Elle est pilotée par le Canadien Lance Stroll et par le Russe Sergey Sirotkin qui succède au pilote Brésilien Felipe Massa, parti à la retraite. Le pilote-essayeur est le Polonais Robert Kubica qui fait son retour en Formule 1 après en avoir été absent depuis son grave accident de rallye en 2011. La voiture est lancée le 15 février 2018 à Londres en Angleterre,.

## Création de la monoplace
La monoplace, œuvre de l'ingénieur britannique Ed Wood, designer en chef, est la première sous la direction de Paddy Lowe épaulé par Dirk de Beer, deux transfuges de chez Mercedes.
Selon le directeur technique, elle marque un changement de direction notamment dans la collaboration entre le département aérodynamique et le bureau du design. La FW41, qui a toujours comme sponsor-titre Martini, conserve une livrée similaire à ces devancières. Concernant l'aspect extérieur, l'équipe a suivi un concept aérodynamique très différent du précédent qui a permis d'enregistrer des gains significatifs en matière de performance.

## Résultats en championnat du monde de Formule 1
| Saison | Écurie                  | Moteur                                      | Pneus   | Pilotes         | Courses | Courses | Courses | Courses | Courses | Courses | Courses | Courses | Courses | Courses | Courses | Courses | Courses | Courses | Courses | Courses | Courses | Courses | Courses | Courses | Courses | Points inscrits | Classement |
| Saison | Écurie                  | Moteur                                      | Pneus   | Pilotes         | 1       | 2       | 3       | 4       | 5       | 6       | 7       | 8       | 9       | 10      | 11      | 12      | 13      | 14      | 15      | 16      | 17      | 18      | 19      | 20      | 21      | Points inscrits | Classement |
| ------ | ----------------------- | ------------------------------------------- | ------- | --------------- | ------- | ------- | ------- | ------- | ------- | ------- | ------- | ------- | ------- | ------- | ------- | ------- | ------- | ------- | ------- | ------- | ------- | ------- | ------- | ------- | ------- | --------------- | ---------- |
| 2018   | Williams Martini Racing | Mercedes-AMG V6 turbo F1 M09 EQ Power+ 1.6L | Pirelli |                 | AUS     | BAH     | CHI     | AZE     | ESP     | MON     | CAN     | FRA     | AUT     | GBR     | ALL     | HON     | BEL     | ITA     | SIN     | RUS     | JAP     | USA     | MEX     | BRE     | ABU     | 7               | 10e        |
| 2018   | Williams Martini Racing | Mercedes-AMG V6 turbo F1 M09 EQ Power+ 1.6L | Pirelli | Lance Stroll    | 14e     | 14e     | 14e     | 8e      | 11e     | 17e     | Abd     | 17e*    | 14e     | 12e     | Abd     | 17e     | 13e     | 9e      | 14e     | 15e     | 17e     | 14e     | 12e     | 18e     | 13e     | 7               | 10e        |
| 2018   | Williams Martini Racing | Mercedes-AMG V6 turbo F1 M09 EQ Power+ 1.6L | Pirelli | Sergey Sirotkin | Abd     | 15e     | 15e     | Abd     | 14e     | 16e     | 17e     | 15e     | 13e     | 14e     | Abd     | 16e     | 12e     | 10e     | 19e     | 18e     | 16e     | 13e     | 13e     | 16e     | 15e     | 7               | 10e        |

Légende : ici 
- *Le pilote n'a pas terminé la course mais est classé pour avoir parcouru 90% de la distance prévue